# Westminster (Karolina Południowa)
Westminster – miasto w Stanach Zjednoczonych, w stanie Karolina Południowa, w hrabstwie Oconee.